# Мемориал (организация)
„Мемориал“ (на руски: Мемориал) е мрежа от автономни неправителствени организации.
Тя включва около 50 организации в Русия и 11 в други страни като Казахстан, Украйна, Германия, Италия, Белгия и Франция, като основни са базираните в Москва „Международен Мемориал“ и Правозащитен център „Мемориал“. Организацията възниква през 1987 година като историческо-просветно дружество, поставящо си за цел запазването на паметта за жертвите на политически репресии в Съветския съюз. През следващите години то развива широка дейност в тази област, както и за защитата на правата на човека и развитието на гражданското общество. През 2021 година „Международен Мемориал“ и Правозащитен център „Мемориал“ са закрити от властите за нарушения на законодателството за „чуждестранните агенти“.
През 2022 година „Мемориал“ получава Нобелова награда за мир заедно с беларуския политически затворник Алес Бяляцки и украинския Център за граждански свободи „за борбата за правото да се критикува властта и да се защитават основни права на гражданите и за изключителното усилие за документиране на военни престъпления, нарушения на човешките права и злоупотребата с власт“.